# مخطط الحلقة السببية

مثال على حلقة التعزيز الإيجابية: الرصيد المصرفي والفوائد المكتسبة

يمثل مخطط الحلقة السببية (CLD) رسماً بيانياً يساعد في تصور كيفية ترابط المتغيرات المختلفة في النظام. يتكون المخطط من مجموعة من العقد والحواف. تمثل العقد المتغيرات والحواف هي الروابط التي تمثل اتصالاً أو علاقة بين المتغيرين. يشير الارتباط الإيجابي إلى وجود علاقة إيجابية ويشير الارتباط الذي تم وضع علامة سالبة عليه إلى وجود علاقة سلبية. تعني العلاقة السببية الموجبة أن العقدتين تتغير في نفس الاتجاه، أي في حالة انخفاض العقدة التي يبدأ فيها الارتباط، تنخفض العقدة الأخرى أيضاً. وبالمثل، إذا زادت العقدة التي يبدأ فيها الارتباط، تزداد العقدة الأخرى أيضاً. يعني الارتباط السلبي أن العقدتين تتغير في اتجاهين متعاكسين، أي إذا زادت العقدة التي يبدأ فيها الارتباط، تنخفض العقدة الأخرى والعكس بالعكس. تعد الدورات المغلقة في الرسم البياني ميزات مهمة جدًا لـ CLD. يتم تعريف دورة مغلقة إما كحلقة تغذية راجعة معززة أو متوازنة . حلقة التعزيز هي دورة ينشر فيها تأثير التباين في أي متغير خلال الحلقة ويعود إلى المتغير يعزز الانحراف الأولي، أي إذا زاد متغير في حلقة التعزيز، فإن التأثير خلال الدورة سيعود بزيادة إلى نفسه متغير والعكس بالعكس. حلقة الموازنة هي الدورة التي ينتشر فيها تأثير التغير في أي متغير من خلال الحلقة ويعود إلى المتغير انحرافًا معاكسًا للحدث الأولي، أي إذا زاد المتغير في حلقة موازنة فإن التأثير خلال الدورة سيعود إلى انخفاض لنفس المتغير والعكس بالعكس.
إذا كان المتغير يختلف في حلقة التعزيز، فإن تأثير التغيير يعزز التباين الأولي. سيؤدي تأثير الاختلاف إلى إنشاء تأثير تعزيز آخر. دون كسر الحلقة، سيتم وضع النظام في حلقة مفرغة من ردود الفعل سلسلة دائرية. لهذا السبب، تعد الحلقات المغلقة ميزات مهمة في CLD.
مثال على حلقة التعزيز الإيجابية:
- سيؤثر مبلغ الرصيد المصرفي على مقدار الفائدة المكتسبة، كما يمثلها السهم الأزرق العلوي، مع الإشارة من الرصيد المصرفي إلى الفائدة المكتسبة.
- نظراً لأن الزيادة في رصيد البنك تؤدي إلى زيادة في الفوائد المكتسبة، فإن هذا الرابط إيجابي، ويُشار إليه بعلامة "+".
- تتم إضافة الفائدة المكتسبة إلى رصيد البنك، وهو رابط إيجابي يمثله السهم الأزرق السفلي.
- التأثير السببي بين هذه العقد يشكل حلقة تعزيز إيجابية، ممثلة بالسهم الأخضر، والذي يشار إليه بـ "R".[1]

## التاريخ
يعود استخدام العقد والسهام لإنشاء نماذج بيانية موجهة للسبب والنتيجة إلى اختراع تحليل المسار بواسطة سيوال رايت في عام 1918، قبل وقت طويل من ديناميكية النظام. بسبب قيود البيانات الوراثية، ومع ذلك، فإن هذه الرسوم البيانية السببية المبكرة لا تحتوي على حلقات - كانت رسوم بيانية دائرية موجهة. وشرح الدكتور دينيس ميدوز أول استخدام رسمي لمخططات الحلقة السببية في مؤتمر للمعلمين (مؤتمر التفكير والنمذجة الديناميكية لتعليم K-12 في نيو هامبشير برعاية «تبادل التعلم الإبداعي»).
أوضح ميدوز أنه عندما كان هو وآخرون يعملون على نموذج وورلد3 (حوالي 1970-1972)، أدركوا أنهم لن يتمكنوا من استخدام مخرجات الكمبيوتر لتوضيح كيفية عمل حلقات التغذية الراجعة في نموذجهم عند تقديم نتائجهم للآخرين. قرروا إظهار حلقات التغذية الراجعة (بدون المخزونات والتدفقات وكل متغير)، وذلك باستخدام الأسهم التي تربط أسماء مكونات النموذج الرئيسية في حلقات التعليقات. قد يكون هذا أول استخدام رسمي لمخططات السببية.

## الروابط السببية الإيجابية والسلبية
- تعني العلاقة السببية الموجبة أن العقدتين تتغير في نفس الاتجاه، أي في حالة انخفاض العقدة التي يبدأ فيها الارتباط، تنخفض العقدة الأخرى أيضًا. وبالمثل، في حالة زيادة العقدة التي يبدأ فيها الارتباط، تزداد العقدة الأخرى.
- الرابط السلبي السلبي يعني أن العقدتين تتغير في اتجاهين متعاكسين، أي إذا زادت العقدة التي يبدأ فيها الارتباط، فستقل العقدة الأخرى، والعكس بالعكس.

### مثال

الرسم البياني حلقة السببية الديناميكية: الروابط الإيجابية والسلبية

## تعزيز وموازنة الحلقات
لتحديد ما إذا كانت الحلقة السببية تعزز أو تتوازن، يمكن للمرء أن يبدأ بافتراض، على سبيل المثال «يزيد العقدة 1» ويتبع الحلقة حولها. الحلقة هي:
- التعزيز، إذا كان بعد الالتفاف حول الحلقة، ينتهي الأمر بالنتيجة نفسها للافتراض الأولي.
- الموازنة، إذا كانت النتيجة تتناقض مع الافتراض الأولي.

أو بعبارة أخرى:
- تحتوي حلقات التعزيز على عدد زوجي من الروابط السلبية (الصفر أيضاً زوجي، انظر المثال أدناه)
- حلقات موازنة لها عدد فردي من الروابط السلبية.

يعد تحديد حلقات التعزيز والموازنة خطوة مهمة لتحديد أنماط السلوك المرجعية، أي السلوكيات الديناميكية المحتملة للنظام.
- ترتبط حلقات التعزيز بزيادة / نقصان الأسي.
- ترتبط حلقات الموازنة بالوصول إلى الاستقرار.

إذا كان للنظام تأخيرات (غالبًا ما يُشار إليها برسم خط قصير عبر الرابط السببي)، فقد يتقلب النظام.

مخطط حلقة السببية لنموذج التبني ، يستخدم لإظهار ديناميات الأنظمة

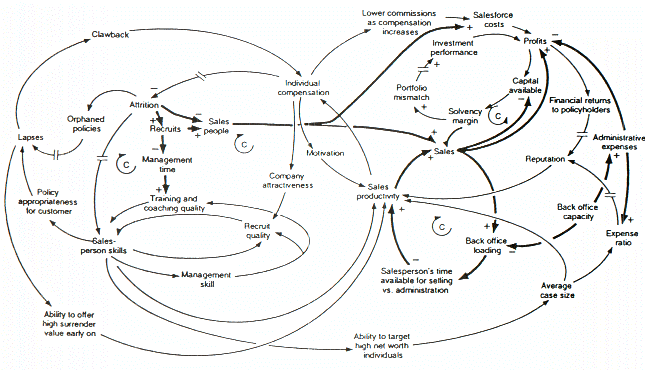
مخطط حلقة سببية لنموذج يدرس نمو أو انخفاض شركة التأمين على الحياة

## روابط خارجية
- WikiSD مجتمع ديناميكيات النظام
- تعلم قراءة المخططات السببية حلقة عبر SystemsAndUs